# Ucrania en los Juegos Paralímpicos de Pekín 2022
Ucrania estuvo representada en los Juegos Paralímpicos de Pekín 2022 por un total de veinte deportistas, doce hombres y ocho mujeres.

## Medallistas
El equipo paralímpico ucraniano obtuvo las siguientes medallas:
| Nombre                                                               | Deporte        | Evento                                        |
| -------------------------------------------------------------------- | -------------- | --------------------------------------------- |
| Oro                                                                  |                |                                               |
| Iryna Buy                                                            | Biatlón        | 10 km de pie femenino                         |
| Liudmyla Liashenko                                                   | Biatlón        | 12,5 km de pie femenino                       |
| Vitali Lukyanenko                                                    | Biatlón        | 6 km discapacidad visual masculino            |
| Vitali Lukyanenko                                                    | Biatlón        | 10 km discapacidad visual masculino           |
| Olexandr Kazik                                                       | Biatlón        | 12,5 km discapacidad visual masculino         |
| Grigori Vovchynski                                                   | Biatlón        | 6 km de pie masculino                         |
| Oxana Shyshkova                                                      | Biatlón        | 6 km discapacidad visual femenino             |
| Oxana Shyshkova                                                      | Biatlón        | 12,5 km discapacidad visual femenino          |
| Oxana Shyshkova                                                      | Esquí de fondo | 15 km discapacidad visual femenino            |
| Olexandra Kononova                                                   | Esquí de fondo | 10 km de pie femenino                         |
| Grigori Vovchynski Anatoli Kovalevskyi Dmitro Suiarko Vasyl Kravchuk | Esquí de fondo | 4 × 2,5 km clase abierta                      |
| Plata                                                                |                |                                               |
| Liudmyla Liashenko                                                   | Biatlón        | 6 km de pie femenino                          |
| Olexandra Kononova                                                   | Biatlón        | 10 km de pie femenino                         |
| Taras Rad                                                            | Biatlón        | 6 km sentado masculino                        |
| Taras Rad                                                            | Biatlón        | 12,5 km sentado masculino                     |
| Olexandr Kazik                                                       | Biatlón        | 6 km discapacidad visual masculino            |
| Anatoli Kovalevskyi                                                  | Biatlón        | 10 km discapacidad visual masculino           |
| Vitali Lukyanenko                                                    | Biatlón        | 12,5 km discapacidad visual masculino         |
| Grigori Vovchynski                                                   | Biatlón        | 10 km de pie masculino                        |
| Oxana Shyshkova                                                      | Biatlón        | 10 km discapacidad visual femenino            |
| Oxana Shyshkova                                                      | Esquí de fondo | 1,5 km velocidad discapacidad visual femenino |
| Bronce                                                               |                |                                               |
| Liudmyla Liashenko                                                   | Biatlón        | 10 km de pie femenino                         |
| Dmitro Suiarko                                                       | Biatlón        | 6 km discapacidad visual masculino            |
| Dmitro Suiarko                                                       | Biatlón        | 10 km discapacidad visual masculino           |
| Taras Rad                                                            | Biatlón        | 10 km sentado masculino                       |
| Grigori Vovchynski                                                   | Biatlón        | 12,5 km sentado masculino                     |
| Grigori Vovchynski                                                   | Esquí de fondo | 1,5 km velocidad de pie masculino             |
| Dmitro Suiarko                                                       | Esquí de fondo | 12,5 km discapacidad visual masculino         |
| Iryna Buy                                                            | Esquí de fondo | 10 km de pie femenino                         |